# Północno-zachodnie przejście
Północno-zachodnie przejście – amerykański film historyczny z 1940 roku na podstawie powieści Kennetha Robertsa.

## Główne role
- Spencer Tracy - major Rogers
- Robert Young - Langdon Towne
- Walter Brennan - "Hunk" Marriner
- Ruth Hussey - Elizabeth Browne
- Nat Pendleton - "Cap" Huff
- Louis Hector - Reverend Browne
- Robert Barrat - Humphrey Towne
- Lumsden Hare - lord Amherst
- Donald MacBride - sierżant McNott